# Julenat (film fra 1951)
|  | For filmatiseringen fra 1913 af Gogols novelle, se Julenat (film fra 1913) |
Julenat (russisk: Ночь пе́ред Рождество́м, translit.: Notj pered Rozjdestvom) er en sovjetisk animationsfilm fra 1951 instrueret af søstrene Valentina Brumberg og Zinaida Brumberg. Filmen er baseret på Nikolaj Gogols historie "Julenat" (udgivet på dansk i samlingerne "Russiske fortællinger i det nittende aarhundrede" (Gyldendal, 1930) og "Gamle og nye djævlehistorier" (1979)). Filmen beskriver Djævelen og heksen Solokha, der involverer sig i landsbyens indbyggeres julenat.
I filmatiseringen af Gogols novelle var det i vid udstrækning muligt at præsentere den ukrainske landsbys nationale særpræg..
Filmen anvender rotoscoping, der var en populær teknik i sovjetisk film i 1950'erne.

## Handling
Tegnefilmen foregår i Dikanka i Ukraine og beskriver Djævelen og heksen Solokha, der involverer sig i landsbyens indbyggeres julenat.